# Rohrbach-lès-Bitche
Rohrbach-lès-Bitche är en kommun i departementet Moselle i regionen Grand Est (tidigare regionen Lorraine) i nordöstra Frankrike. Kommunen ligger i kantonen Rohrbach-lès-Bitche som tillhör arrondissementet Sarreguemines. År 2022 hade Rohrbach-lès-Bitche 2 290 invånare.

## Befolkningsutveckling
Antalet invånare i kommunen Rohrbach-lès-Bitche
| Referens: INSEE |